# جيه جي سوميت القابضة
جيه جي سوميت القابضة (JG Summit Holdings، Inc) ، (JGSHI) هي واحدة من أكبر التكتلات في الفلبين مع مصالح تجارية في النقل الجوي ، و الخدمات المصرفية ، وتصنيع الأغذية ، والفنادق ، والبتروكيماويات ، و توليد الطاقة ، والنشر ، وتطوير العقارات والممتلكات ، والاتصالات. تشمل الشركات التابعة الرئيسية يونيفرسال روبينا و سيبو باسيفيك. تأسست في نوفمبر 1990 ، أسسها جون جوكونجوي جونيور ، أحد أغنى الأفراد في جنوب شرق آسيا.  في عام 2010 ، كانت الشركة واحدة من أكثر عشر شركات ربحية في بورصة الفلبين.